# Olympische Jugend-Sommerspiele 2014/Teilnehmer (Mauretanien)
| Gelbes Symbol für Goldmedaillen mit stilisierten Olympischen Ringen | Graues Symbol für Silbermedaillen mit stilisierten Olympischen Ringen | Braundes Symbol für Bronzemedaillen mit stilisierten Olympischen Ringen |
| ------------------------------------------------------------------- | --------------------------------------------------------------------- | ----------------------------------------------------------------------- |
| —                                                                   | —                                                                     | —                                                                       |

Die Jugend-Olympiamannschaft aus Mauretanien für die II. Olympischen Jugend-Sommerspiele vom 16. bis 28. August 2014 in Nanjing (Volksrepublik China) bestand aus drei Athleten.

## Athleten nach Sportarten

### Leichtathletik
| Mädchen - Maimouna Cissé 800 m: DNF 8 × 100 m Mixed: 51. Platz | Jungen - Cheikh Beya 100 m: DNF 8 × 100 m Mixed: 6. Platz |

### Taekwondo
Jungen
- Mohamed El-Mokhtar
Klasse bis 55 kg: 9. Platz